# Episodi de Lo show di Patrick Stella (terza stagione)
La terza stagione della serie televisiva Lo Show Di Patrick Stella viene annunciata il 12 luglio 2024 e va in onda negli Stati Uniti d'America dal 29 luglio al 2 dicembre 2024 su Nickelodeon. In Italia va in onda dal 12 settembre 2024 al 10 febbraio 2025 su Nickelodeon.
| nº | nº | Titolo originale                | Titolo italiano                       | Prima TV USA     | Prima TV Italia   |
| -- | -- | ------------------------------- | ------------------------------------- | ---------------- | ----------------- |
| 40 | 1  | The Fun Bucket                  | Il Fan Bucket                         | 29 luglio 2024   | 12 settembre 2024 |
| 40 | 1  | The Patrick Show After Dark     | Lo show serale di Patrick Stella      | 30 luglio 2024   | 12 settembre 2024 |
| 41 | 2  | Chopping Spree                  | Shopping barbaro                      | 31 luglio 2024   | 16 settembre 2024 |
| 41 | 2  | All Bot Myself                  | Un robot in meno                      | 1 agosto 2024    | 16 settembre 2024 |
| 42 | 3  | Star-Robics                     | L'allenamento di Patrick              | 5 agosto 2024    | 26 novembre 2024  |
| 42 | 3  | Who's the Dummy Now?            | Chi è il pupazzo adesso?              | 6 agosto 2024    | 26 novembre 2024  |
| 43 | 4  | Patrick Show Land               | Patrick Show Land                     | 7 agosto 2024    | 27 novembre 2024  |
| 43 | 4  | Legend of the Lost Bathroom     | La leggenda del bagno sperduto        | 8 agosto 2024    | 27 novembre 2024  |
| 44 | 5  | Driven to Drive                 | La patente di guida                   | 19 agosto 2024   | 28 novembre 2024  |
| 44 | 5  | A Patty in Time                 | Il Patty Kake                         | 20 agosto 2024   | 28 novembre 2024  |
| 45 | 6  | Pat-per Route                   | Il lancio d'oro                       | 21 agosto 2024   | 29 novembre 2024  |
| 45 | 6  | Day of the Dartfish             | Un giorno coi Dartfish                | 22 agosto 2024   | 29 novembre 2024  |
| 46 | 7  | Patty Poo                       | Patty Poo                             | 4 dicembre 2024  | 29 novembre 2024  |
| 46 | 7  | Swaptoberfest                   | Scambioctoberfest                     | 6 dicembre 2024  | 29 novembre 2024  |
| 47 | 8  | Patrickle Jokes                 | Brutti scherzi                        | 10 dicembre 2024 | 3 febbraio 2025   |
| 47 | 8  | Pat Roast                       | Patrick arrosto                       | 12 dicembre 2024 | 3 febbraio 2025   |
| 48 | 9  | All Out of Idea Bricks          | A corto di idee                       | 16 dicembre 2024 | 4 febbraio 2025   |
| 48 | 9  | A Fool Schooled                 | Ritorno a scuola                      | 18 dicembre 2024 | 4 febbraio 2025   |
| 49 | 10 | Something Stupid This Way Comes | Qualcosa di stupido sta per accadere  | 14 ottobre 2024  | 5 febbraio 2025   |
| 50 | 11 | Thanks But No Thanksgiving      | Grazie, ma niente ringraziamento      | 25 novembre 2024 | 6 febbraio 2025   |
| 51 | 12 | Get Ouch                        | Fuori di qui!                         | 20 dicembre 2024 | 7 febbraio 2025   |
| 51 | 12 | Day of the Living Dad Joke      | Le barzellette da papà                | 24 dicembre 2024 | 7 febbraio 2025   |
| 52 | 13 | Squidina's Holidaze Special     | Lo speciale delle vacanze di Squidina | 2 dicembre 2024  | 10 febbraio 2025  |